# 28e cérémonie des Golden Globes
La 28e cérémonie des Golden Globes a eu lieu le 5 février 1971, récompensant les films et séries diffusés en 1970 et les professionnels s'étant distingués cette année-là.

## Palmarès
Les lauréats sont indiqués ci-dessous en premier de chaque catégorie et en caractères gras.

### Cinéma

#### Meilleur film dramatique
- Love Story
  - Airport
  - Patton
  - Cinq pièces faciles (Five Easy Pieces)
  - I Never Sang for My Father

#### Meilleur film musical ou comédie
- MASH (M*A*S*H)
  - Darling Lili
  - Journal intime d'une femme mariée (Diary of a Mad Housewife)
  - Lune de miel aux orties (Lovers and Other Strangers)
  - Scrooge

#### Meilleur réalisateur
- Arthur Hiller pour Love Story
  - Bob Rafelson pour Cinq pièces faciles (Five Easy Pieces)
  - Robert Altman pour MASH (M*A*S*H)
  - Franklin J. Schaffner pour Patton
  - Ken Russell pour Love (Women in Love)

#### Meilleur acteur dans un film dramatique
- George C. Scott pour le rôle de George S. Patton dans Patton
  - Melvyn Douglas pour le rôle de Tom Garrison dans I Never Sang for My Father
  - James Earl Jones pour le rôle de Jack Jefferson dans L'Insurgé (The Great White Hope)
  - Jack Nicholson pour le rôle de Robert Eroica Dupea dans Cinq pièces faciles (Five Easy Pieces)
  - Ryan O'Neal pour le rôle d'Oliver Barrett IV dans Love Story

#### Meilleure actrice dans un film dramatique
- Ali MacGraw pour le rôle de Jennifer Cavalleri dans Love Story
  - Faye Dunaway pour le rôle de Lou Andreas Sand dans Portrait d'une enfant déchue (Puzzle of a Downfall Child)
  - Glenda Jackson pour le rôle de Gudrun Brangwen dans Love (Women in Love)
  - Melina Mercouri pour le rôle de Nina Kacew dans La Promesse de l'aube
  - Sarah Miles pour le rôle de Rosy Ryan dans La Fille de Ryan (Ryan's Daughter)

#### Meilleur acteur dans un film musical ou une comédie
- Albert Finney pour le rôle d'Ebenezer Scrooge dans Scrooge
  - Elliott Gould pour le rôle du Capt. John Francis Xavier "Trapper John" McIntyre dans MASH (M*A*S*H)
  - Donald Sutherland pour le rôle du Capt. Benjamin Franklin "Œil de lynx" Pierce dans MASH (M*A*S*H)
  - Richard Benjamin pour le rôle de Jonathan Balser dans Journal intime d'une femme mariée (Diary of a Mad Housewife)
  - Jack Lemmon pour le rôle de George Kellerman dans Escapade à New York (The Out-of-Towners)

#### Meilleure actrice dans un film musical ou une comédie
La Récompense avait déjà été décérnée.
- Carrie Snodgress pour le rôle de Tina Balser dans Journal intime d'une femme mariée (Diary of a Mad Housewife)
  - Julie Andrews pour le rôle de Lili Smith dans Darling Lili
  - Sandy Dennis pour le rôle de Gwen Kellerman dans Escapade à New York (The Out-of-Towners)
  - Angela Lansbury pour le rôle de la Comtesse Herthe von Ornstein dans Something for Everyone
  - Barbra Streisand pour le rôle de Doris dans La Chouette et le Pussycat (The Owl and the Pussycat)

#### Meilleur acteur dans un second rôle
- John Mills pour le rôle de Michael dans La Fille de Ryan (Ryan's Daughter)
  - Chef Dan George pour le rôle de Peau de la Vieille Hutte dans Little Big Man
  - Trevor Howard pour le rôle du père Collins dans La Fille de Ryan (Ryan's Daughter)
  - George Kennedy pour le rôle de Joe Patroni dans Airport
  - John Marley pour le rôle de Phil Cavalleri dans Love Story

#### Meilleure actrice dans un second rôle
(ex æquo)
- Karen Black pour le rôle de Rayette Dipesto dans Cinq pièces faciles (Five Easy Pieces)
- Maureen Stapleton pour le rôle d'Inez Guerrero dans Airport
  - Sally Kellerman pour le rôle du Maj. Margaret "Lèvres en feu" O'Houlihan dans MASH (M*A*S*H)
  - Tina Chen pour le rôle de Nyuk Tsin dans Le Maître des îles (The Hawaiians)
  - Lee Grant pour le rôle de Joyce Enders dans Le Propriétaire (The Landlord)

#### Meilleur scénario
- Love Story – Erich Segal
  - MASH (M*A*S*H) – Ring Lardner Jr.
  - Cinq pièces faciles (Five Easy Pieces) – Carole Eastman[1] et Bob Rafelson
  - Husbands – John Cassavetes
  - Scrooge – Leslie Bricusse

#### Meilleure chanson originale
- "Whistling Away the Dark" interprétée par Julie Andrews – Darling Lili
  - "Ballad of Little Fauss and Big Halsey" interprétée par Johnny Cash – L'Ultime Randonnée (Little Fauss and Big Halsy)
  - "Pieces of Dreams" interprétée par Miss Peggy Lee – Pieces of Dreams
  - "Thank You Very Much" interprétée par Anton Rodgers et Albert Finney – Scrooge
  - "Till Love Touches Your Life" interprétée par Richard Williams et Jan Daley – Madron

#### Meilleure musique de film
- Love Story – Francis Lai
  - Airport – Alfred Newman
  - Cromwell – Frank Cordell
  - Scrooge – Leslie Bricusse, Ian Fraser et Herbert W. Spencer
  - Les Hauts de Hurlevent (Wuthering Heights) – Michel Legrand

#### Meilleur film étranger en langue anglaise
La récompense avait déjà été décernée.
- Love (Women in Love) •  Royaume-Uni
  - Act of the Heart (Acte du cœur) •  Canada
  - Bloomfield •  Royaume-Uni /  Israël
  - La Vierge et le Gitan (The Virgin and the Gypsy) •  Royaume-Uni
  - Aru heishi no kake •  Japon

#### Meilleur film étranger
La récompense avait déjà été décernée.
- Le Passager de la pluie •  France
  - Borsalino •  France /  Italie
  - L'Aveu •  France
  - Enquête sur un citoyen au-dessus de tout soupçon (Indagine su un cittadino al di sopra di ogni sospetto) •  Italie
  - Le Client de la morte saison (Ore'ach B'Onah Metah) •  France /  Israël

#### Golden Globe de la révélation masculine de l'année
La récompense avait déjà été décernée.
- James Earl Jones pour le rôle de Jack Jefferson dans L'Insurgé (The Great White Hope)
  - Joe Namath pour le rôle de Joe William Reese dans Norwood
  - Kenneth Nelson pour le rôle de Michael dans Les Garçons de la bande
  - Assi Dayan pour le rôle de Romain à 25 ans dans La Promesse de l'aube
  - Frank Langella pour le rôle de George Prager dans Journal intime d'une femme mariée (Diary of a Mad Housewife)

#### Golden Globe de la révélation féminine de l'année
La récompense avait déjà été décernée.
- Carrie Snodgress pour le rôle de Tina Balser dans Journal intime d'une femme mariée (Diary of a Mad Housewife)
  - Anna Calder-Marshall pour le rôle de Millie Dobbs dans Pussycat, Pussycat, I Love You (en)
  - Jane Alexander pour le rôle d'Eleanor Backman dans L'Insurgé (The Great White Hope)
  - Lola Falana pour le rôle d'Emma Jones dans On n'achète pas le silence (The Liberation of L.B. Jones)
  - Angel Tompkins pour le rôle d'Helene Donnelly dans Une certaine façon d'aimer (I Love My Wife)
  - Marlo Thomas pour le rôle de Jenny dans Jenny (en)

### Télévision
Note : le symbole « ♕ » rappelle le gagnant de l'année précédente (si nomination).

#### Meilleure série dramatique
- Médecins d'aujourd'hui (Medical Center)
  - La Nouvelle Équipe (The Mod Squad)
  - The Bold Ones: The Senator
  - Docteur Marcus Welby (Marcus Welby, M.D.)
  - The Young Lawyers

#### Meilleure série musicale ou comique
- The Carol Burnett Show
  - The Courtship of Eddie's Father
  - Cher oncle Bill (Family Affair)
  - The Glen Campbell Goodtime Hour
  - The Partridge Family

#### Meilleur acteur dans une série dramatique
- Peter Graves pour le rôle de Jim Phelps dans Mission impossible (Mission: Impossible)
  - Mike Connors pour le rôle de Joe Mannix dans Mannix
  - Burt Reynolds pour le rôle du Lt. Dan August dans Dan August
  - Chad Everett pour le rôle du Dr Joe Gannon dans Médecins d'aujourd'hui (Medical Center)
  - Robert Young pour le rôle de Marcus Welby dans Docteur Marcus Welby (Marcus Welby, M.D.)

#### Meilleure actrice dans une série dramatique
- Peggy Lipton pour le rôle de Julie Barnes dans La Nouvelle Équipe (The Mod Squad)
  - Denise Nicholas pour le rôle de Miss Liz McIntyre dans Room 222
  - Yvette Mimieux pour le rôle de George dans The Most Deadly Game
  - Linda Cristal pour le rôle de Victoria Cannon dans Le Grand Chaparral (The High Chaparral)
  - Amanda Blake pour le rôle de Kitty Russell dans Gunsmoke

#### Meilleur acteur dans une série musicale ou comique
- Flip Wilson en tant qu'hôte dans The Flip Wilson Show
  - Danny Thomas pour le rôle de Danny Williams dans Make Room for Granddaddy
  - David Frost en tant qu'hôte dans The David Frost Show
  - Merv Griffin en tant qu'hôte dans The Merv Griffin Show
  - Herschel Bernardi pour le rôle d'Arnie Nuvo dans Arnie

#### Meilleure actrice dans une série musicale ou comique
- Mary Tyler Moore pour le rôle de Mary Richards dans The Mary Tyler Moore Show
  - Juliet Mills pour le rôle de Nanny dans Nanny et le professeur (Nanny and the Professor)
  - Shirley Jones pour le rôle de Shirley Renfrew Partridge dans The Partridge Family
  - Elizabeth Montgomery pour le rôle de Samantha Stephens / Serena dans Ma sorcière bien-aimée (Bewitched)
  - Carol Burnett pour plusieurs personnages dans The Carol Burnett Show

#### Meilleur acteur dans un second rôle dans une série, une mini-série ou un téléfilm
La récompense avait déjà été décernée.
- James Brolin pour le rôle du Dr Steven Kiley dans Docteur Marcus Welby (Marcus Welby, M.D.)
  - Michael Constantine pour le rôle du Principal Seymour Kaufman dans Room 222
  - Tige Andrews pour le rôle du Capt. Adam Greer dans La Nouvelle Équipe (The Mod Squad)
  - Henry Gibson pour le rôle de divers personnages dans Rowan & Martin's Laugh-In
  - Zalman King pour le rôle d'Aaron Silverman dans The Young Lawyers

#### Meilleure actrice dans un second rôle dans une série, une mini-série ou un téléfilm
La récompense avait déjà été décernée.
- Gail Fisher pour le rôle de Peggy Fair dans Mannix
  - Miyoshi Umeki pour le rôle de Mrs. Livingston dans The Courtship of Eddie's Father
  - Karen Valentine pour le rôle de Miss Alice Johnson dans Room 222
  - Lesley Ann Warren pour le rôle de Dana Lambert dans Mission impossible (Mission: Impossible)
  - Sue Ane Langdon pour le rôle de Lillian Nuvo dans Arnie

### Spéciales

#### Cecil B. DeMille Award
- Frank Sinatra

#### Miss Golden Globe
- Anne Archer

#### Henrietta Award
Récompensant un acteur et une actrice.
La récompense avait déjà été décernée.
- Clint Eastwood
- Sidney Poitier
- Sophia Loren
- Barbra Streisand